# モーリス・エマニュエル
モーリス・エマニュエル（Maurice Emmanuel, 1862年5月2日 - 1938年12月14日）はフランスの音楽学者・作曲家。

## 経歴
本名マリ・フランソワ・モーリス・エマニュエル（Marie François Maurice Emmanuel ）。バール＝シュル＝オーブで生まれ、ボーヌで育った。1869年に家族に連れられディジョンに移り、同地の聖歌隊員になる。パリ音楽院に入学し、作曲をレオ・ドリーブに師事。同窓生のドビュッシーと知り合い、生涯の友人となった。
エマニュエルの関心は、民謡やオリエントの音楽、異国の旋法にあった。エマニュエル作品の旋法の用法はドリーブを不愉快にし、ドリーブはエマニュエルのローマ大賞への参加申請を差し止めた。その後エマニュエルは学問の道を歩み、1895年に古代ギリシャの音楽に関する論文を執筆し、1909年にパリ音楽院作曲科の教授に任命された。門人にオリヴィエ・メシアンがいる。1904年から1907年まで、（シャルル・トゥルヌミールがオルガニストを務めた）聖クロティルド教会の聖歌隊指揮者を務める。
その後も作曲活動を続け、中でもピアノのための《6つのソナチネ》は興味深い作品である。第1番はブルゴーニュの民俗音楽、第2番は鳥の声、第3番のフィナーレはブルゴーニュ民謡を挿入しており、第4番は「インドの様々な旋法によってen divers modes Hindous 」との副題がついている。

## 主要作品一覧
- 歌劇
  - 縛められたプロメテウスProméthée enchaîné （アイスキュロス原作）
  - サラミーヌSalamine

- 管弦楽曲
  - 交響曲 第1番
  - 交響曲 第2番

- 室内楽曲
  - チェロ・ソナタ
  - 弦楽四重奏曲

- ピアノ曲
  - 6つのソナチネ